# Діалекти білоруської мови

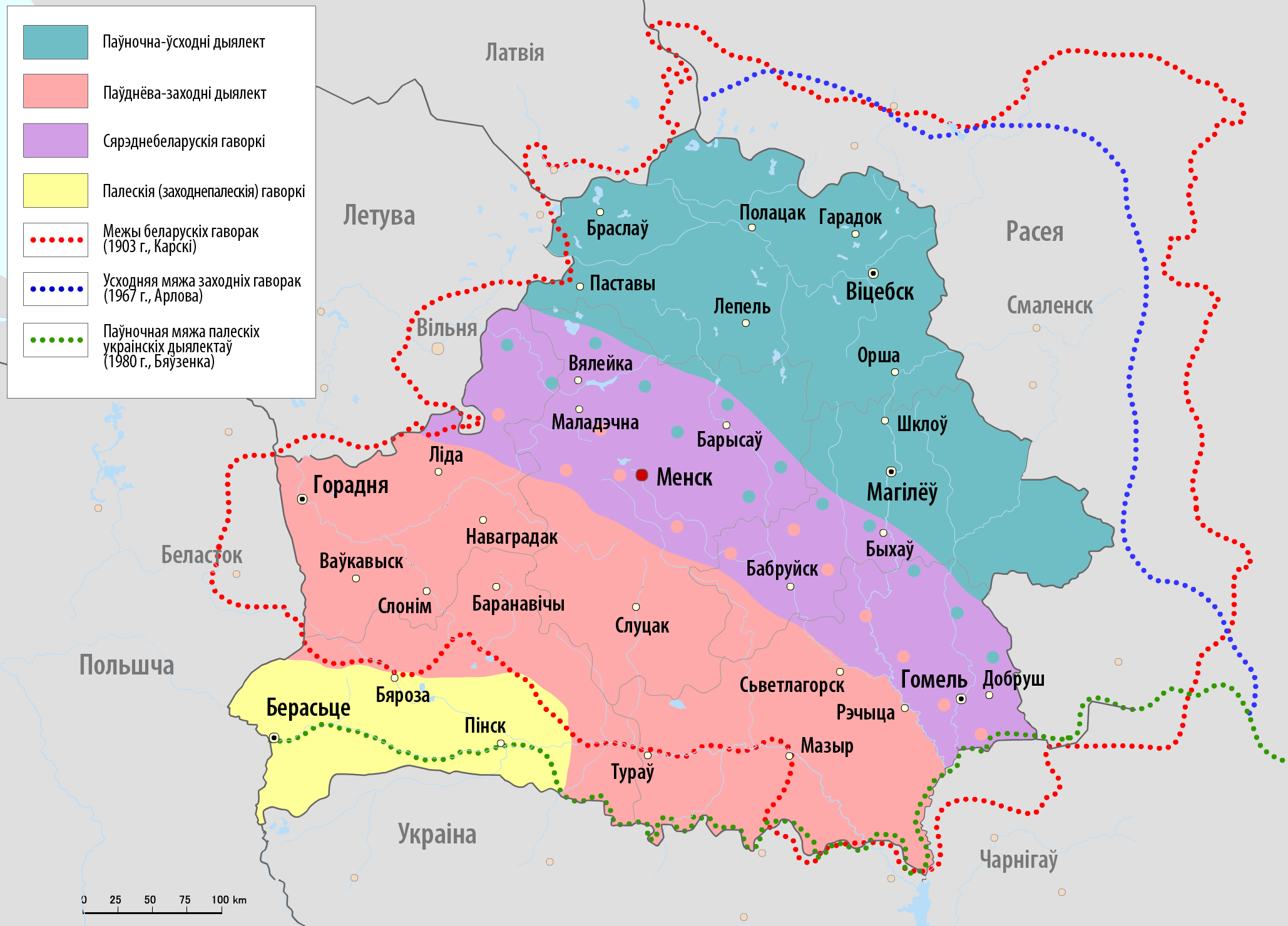
Діалекти білоруської мови :
Північно-східний
Південно-західний
Центральний (середній)
----
Поліська (західнополіська) мова. Мікромова української мови
---- лінії:
Межі білоруських говірок (1903, Карський)
Східна межа західної групи російських говірок (1967, Захарова, Орлова)
Межа білорусько-українських говірок (1980, Бевзенко)

Білоруська мова ділиться вченими на два основних діалекти, північно-східний діалект і південно-західний діалект, які розділені перехідним середньобілоруським діалектом. Діалекти білоруської народно-діалектної мови відрізняються один від одного лексикою, характером акання, наявністю жорсткого «Р» у всякому положенні або в певних умовах, або змішуванням твердого «Р» з м'яким, наявністю або відсутністю дифтонгів, дзекання і цекання, змішування «Ч» і «Ц» і т п., а також наявні змішані діалекти на кордонах з українськими, північно і південноросійськими діалектами.
Великий внесок у вивчення особливостей діалектів білоруської мови вніс академік Російської Імператорської Академії наук Юхим Карський. Після закінчення Другої світової війни Інститутом мовознавства Академії наук УРСР спільно з Білоруським Державним університетом і педагогічними інститутами радянської республіки було організовано докладне і систематичне вивчення діалектів білоруської мови в державних кордонах БРСР. На основі зібраних матеріалів було складено докладний «діалектологічний атлас білоруської мови», не всі мови світу і навіть не всі мови Європи мають такі докладні і добре зафіксовані наукові роботи в області діалектології.
У Білорусі також існує таке явище, як трасянка. Це — розмовна мова з переважно російським словником, але білоруською граматикою і фонетикою. Утворилася трасянка в результаті змішування народно-діалектної білоруської мови з сучасною російською літературною мовою. Відзначається, що з усного мовлення трасянка проникає і в публіцистику. Літературна білоруська мова використовується в основному міською інтелігенцією; велика частина міського населення користується російською літературною мовою.

## Класифікація білоруських діалектів
В складі білоруської мови виділяють наступні основні групи діалектів :
- Північно-східний діалект — Вітебська область, північний схід і центральна частина Могилівської області
  - Вітебська група діалектів — схід Вітебської області
  - Полоцька група діалектів — західна і центральна частини Вітебської області і північний захід Могильовської області
  - Східно-Могилівська група діалектів — схід і частина центру Могилівської області
- Середньобілоруські говірки — північ Городнянської, центр Мінської, південний захід Могилівської і північний схід Гомельської областей
- Південно-західний діалект — Гродненська область, південь Мінської області та Гомельської області
  - Гродненсько-Барановицька група діалектів — Городнянська область і північ Брестської області
  - Слуцька група діалектів — південь і південний схід Мінської області, Гомельська область
  - Мозирська група діалектів — південь Гомельської області
- Поліська група діалектів — південний захід Брестської області